# ジョン・A・ベネット
ジョン・アーサー・ベネット（John Arthur Bennett, 1935年4月10日 - 1961年4月13日）は、アメリカ合衆国の軍人。アフリカ系アメリカ人。11歳のオーストリア人少女を強姦し、また殺害を試みたために有罪判決を受け処刑された。現在のところ、軍法会議の判決のもとアメリカ軍によって処刑された最後の人物である。

## 経歴
1935年、バージニア州のアフリカ系アメリカ人小作人の家庭に生を受ける。彼はてんかんを患っていたが、18歳の頃には陸軍への入隊を果たす。入隊後は兵器管理部隊に配属されたが、学業不足のため任務不適格とされて、トラック運転手としてオーストリアのザルツブルク近郊にあるキャンプ・ローダーの第11高射砲大隊に配属された。また同部隊では兵器管理部隊での勤務歴から弾薬取扱者としても勤務することになった。1954年のクリスマス直前、泥酔したベネットは売春宿を探して基地を離れたが、その途中に偶然11歳のオーストリア人少女を見つけた。ベネットは彼女を草むらで強姦した上、その後溺死させようと試みた。ベネットは事件直後に逮捕され、1ヶ月後には軍法会議により第一級児童強姦（First Degree Child Rape）および第一級殺人未遂（Attempted First Degree Murder）について裁かれ、4重に死刑が宣告された。ドワイト・D・アイゼンハワー大統領がベネットの死刑執行令状に署名した。ベネットの処刑予定が4年後と決定した後、被害者自身とその両親から当時の大統領ジョン・F・ケネディに充ててベネットの助命嘆願が行われたが、ケネディは控訴手続きを取ることなくアイゼンハワーから引き継いだ令状を取り消さなかった。1961年、カンザス州レブンワース砦にてベネットの絞首刑が執行された。